# Cratere Hunten
Hunten  è un cratere sulla superficie di Marte.